# Movimento de Socialistas Democratas
O Movimento de Socialistas Democratas (em grego: ίνημα Δημοκρατών Σοσιαλιστών, Kinima Dimokraton Sosialiston, KIDISO) é um partido político da Grécia fundado em Janeiro de 2015. 
O Movimento de Socialistas Democratas foi formado por George Papandreou , antigo primeiro-ministro da Grécia entre 2009 e 2011, após este se ter desvinculado do PASOK. 
Concorreu às eleições legislativas em 2015, na Grécia, nas quais conseguiu 2,5% dos votos, resultado insuficiente para eleger deputados no Parlamento Helénico.

## Resultados Eleitorais

### Eleições legislativas
| Data    | Líder                  | CI.                    | Votos                  | %                      | Deputados     | Status            |
| ------- | ---------------------- | ---------------------- | ---------------------- | ---------------------- | ------------- | ----------------- |
| 01/2015 | George Papandreou      | 8.º                    | 152 230                | 2,5 / 100,0            | 0 / 300       | Extra-parlamentar |
| 09/2015 | Não concorreu          | Não concorreu          | Não concorreu          | Não concorreu          | Não concorreu | Não concorreu     |
| 2019    | Movimento pela Mudança | Movimento pela Mudança | Movimento pela Mudança | Movimento pela Mudança | 2 / 300       | Oposição          |